# Sint-Antonius Abtkapel (Ven-Zelderheide)

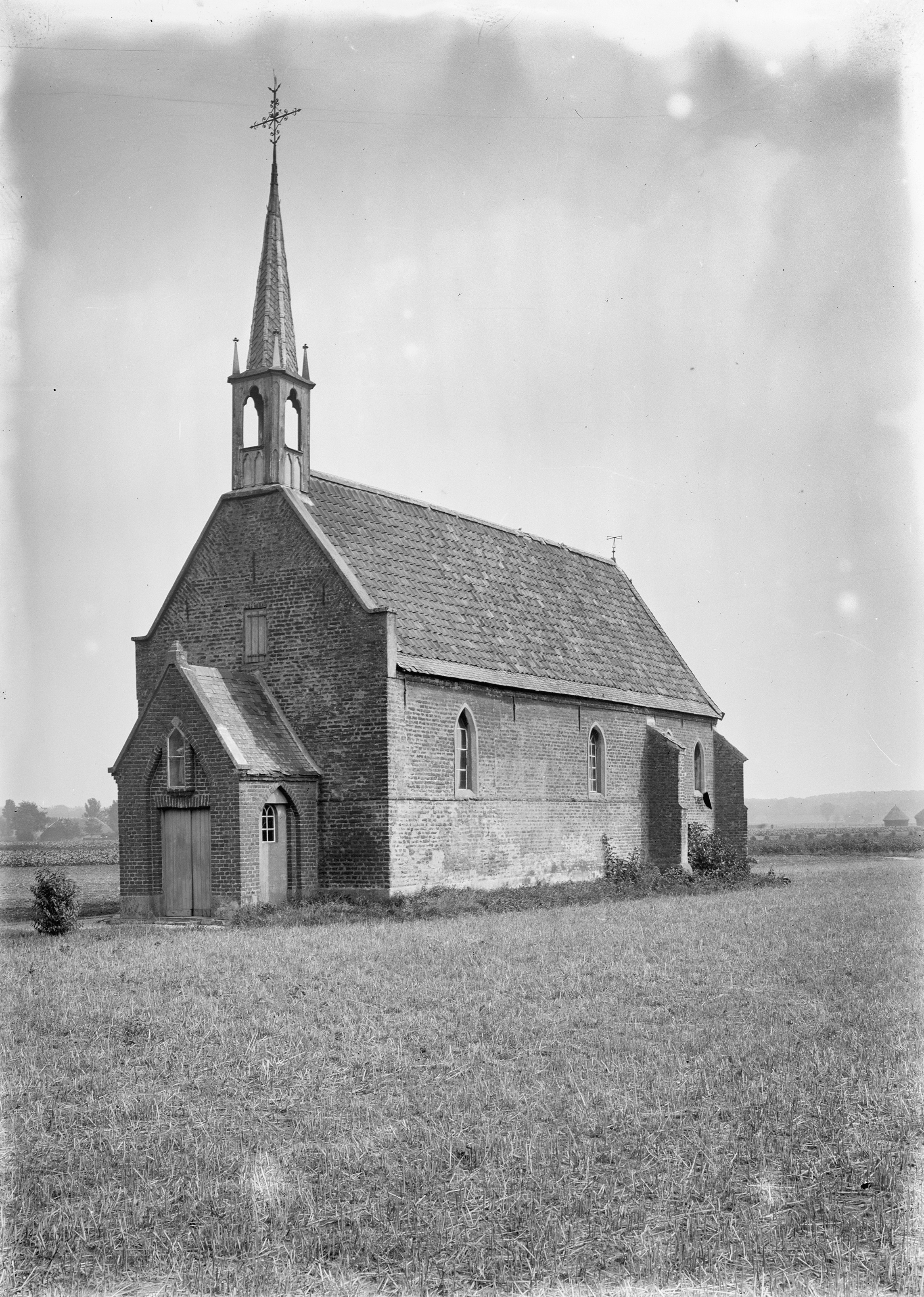
De Sint-Antonius Abtkapel

De Sint-Antonius Abtkapel is een betreedbare kapel te Ven-Zelderheide, gelegen aan Vensestraat 66.

## Geschiedenis
Van een kapel op deze plaats is al sprake sedert 1468.
Volgens een legende zou ze opgericht zijn door de Hertogin van Kleef. Zij was op terugweg van Zeller naar Kleef, toen vlak bij het kerkhof de as van haar koets brak. De dames wisten zich geen raad, aangezien het spookuur naderde, en ze richtten daarop hun gebed tot de Heilige Antonius Abt. En zie! Ineens kwamen er van alle kanten mannen uit de duisternis die hulp boden en ervoor zorgden dat de dames hun weg weer konden vervolgen. Uit dankbaarheid liet de hertogin op deze lugubere plaats een kapelletje bouwen, zodat het voortaan een oord van zegening zou zijn. Ingewijd in 1953. De k zou de Hertogin om de kapel eiken hebben geplant. Als de kapel versleten zou zijn, kon met het hout van deze eiken weer een nieuwe kapel worden gebouwd.
Vermoedelijk werd het eerste kapelletje in de eerste helft van de 15e eeuw gebouwd. De eiken werden gekapt in 1867, maar in 1860 was de kapel al vernieuwd en vergroot. Ook in 1750 was dat al gebeurd. Het huidige priesterkoor van de huidige kapel was de oorspronkelijke kapel. Er is dus in 1750 een rechthoekig zaalkerkje aan toegevoegd. In 1894 werd ook het neogotische ingangsportaal tegen de kapel aangebouwd.
In 1944 moest de bevolking worden geëvacueerd. De beelden werden in veiligheid gebracht. Een aalmoezenier van het Britse leger heeft de kapel nog gebruikt. Op 11 juni 1945 werd er weer een Mis voor de bevolking opgedragen.
Een parochiekerk, de Sint-Antonius Abtkerk werd ingewijd in 1953. De kapel werd in 1983-1984 gerestaureerd.